# McLaren Flat
McLaren Flat – miasto w Australii, w stanie Australia Południowa.